# Ctenophyllus armatus
Ctenophyllus armatus är en loppart som först beskrevs av Wagner 1901.  Ctenophyllus armatus ingår i släktet Ctenophyllus och familjen smågnagarloppor.

## Underarter
Arten delas in i följande underarter:
- C. a. armatus
- C. a. altaicus